# Ficimia ramirezi
Ficimia ramirezi (гачконоса змія Раміреса) — вид змій родини полозових (Colubridae). Ендемік Мексики.

## Поширення і екологія
Гачконосі змії Раміреса відомі з типової місцевості, розташованої в районі міста Сантьяго-Нілтепек в штаті Оахака, на тихоокеанських схилах перешийка Теуантепек. Вони живуть в сухих тропічних лісах, трапляються під камінням. Зустрічаються на висоті від 500 до 1000 м над рівнем моря.